# Małgorzata Tkacz-Janik
Małgorzata Tkacz-Janik (Zabrze, 1965. szeptember 17. –) lengyel nőjogi társadalmi aktivista, akadémiai tanár, Szilézia kultúrájának és örökségének kutatója, a bölcsészettudományok doktora.

## Élete
A középiskola után tanárképzőt végzett, majd fogyatékkal élő gyermekekkel foglalkozott. Ezután a Sziléziai Egyetemen tanult. Kiváló tanulmányi eredményéért a nemzetoktatási miniszter ösztöndíjasa volt. 2010-ben a Katowicei Sziléziai Egyetem Filológiai Karán szerzett PhD címet bölcsészettudományból.

## Politikai tevékenysége
Dariusz Szwed társaságában ő vezette a Zöldek 2004 pártot 2010 és 2011 között. 2010. novembere óta a sziléziai regionális parlament tagja.

## Fordítás
- Ez a szócikk részben vagy egészben  a   Małgorzata Tkacz-Janik című lengyel Wikipédia-szócikk ezen változatának fordításán alapul.  Az eredeti cikk szerkesztőit annak laptörténete sorolja fel. Ez a jelzés csupán a megfogalmazás eredetét és a szerzői jogokat jelzi, nem szolgál a cikkben szereplő információk forrásmegjelöléseként.